# 佐治·拉辛比
乔治·罗伯特·拉兹比（George Robert Lazenby，1939年9月5日—），是一名澳大利亞男演員，在1969年因為主演詹姆斯·邦德系列電影《女王密使》而著名。

## 早期生活
拉贊貝生於澳大利亞新南威爾士州一個工人家庭，13歲時搬家到昆比恩，父親改行經營商店，曾經做過汽車銷售員，後來從軍，1963年又搬到倫敦定居。在芬奇利推銷汽車時，就被星探發掘，並且成為一名模特兒，收入瞬間暴增，後來為巧克力品牌“Big Fry”代言，也成為廣告明星。

## 龐德時期
1968年，由於史恩·康納萊在完成《雷霆谷》（You Only Live Twice）之後辭演了詹姆斯龐德，製片人艾伯特·柏考利進行全世界最大規模的選角試鏡，同時也注意到拉贊貝的廣告，認為他或許是下一任龐德的最佳人選。後來拉贊貝經由朋友的介紹也參加了試鏡，以他從軍時期練成的好身手，在試鏡時打倒一個俄羅斯的摔角高手尤利·波里昂科，終於被製片人看中，獲得出演龐德的機會，當年他才30歲。
1968年10月正式開拍新龐德電影《女王密使》（On Her Majesty's Secret Service）導演是曾擔任多部龐德片剪輯師的彼得·杭特，由於沒有演出過大片的經驗，加上他是個澳洲人，沒有辦法表現得像英國人優雅的樣子，種種因素讓製片人和導演相當擔心，因此編劇加強他在武打戲的部分，以及龐德電影史無前例的悲劇結尾，以彌補他演技上的不足。
然而在拍攝過程中，拉贊貝的態度顯得過於高傲，常常和劇組人員冷戰，同時也和同劇演員戴安娜·瑞格傳出鬧不和的流言，但是後拉贊貝和導演都否認此事，但是媒體的報導非常不客氣，讓拉贊貝的名聲不斷下滑。1969年11月拉贊貝聲明辭演龐德，12月電影正式上映，拉贊貝到了後來留了長髮和鬍子，製片人認為他這樣有損龐德的形象，因此沒有分配他去參加官方的新片宣傳，而拉贊貝自己只好在美國自掏腰包做了新片宣傳。拉贊貝在強烈的輿論壓力下，黯然退出龐德團隊。
喬治·拉贊貝以三十歲之齡接演龐德一角，且只演這一次，是最年輕的龐德。與之相比，排名第二的史恩·康納萊由三十二歲演到四十一歲（五十二歲時接演的巡弋飛彈不計）。最年長的是羅傑·摩爾，由四十六歲演到五十八歲。

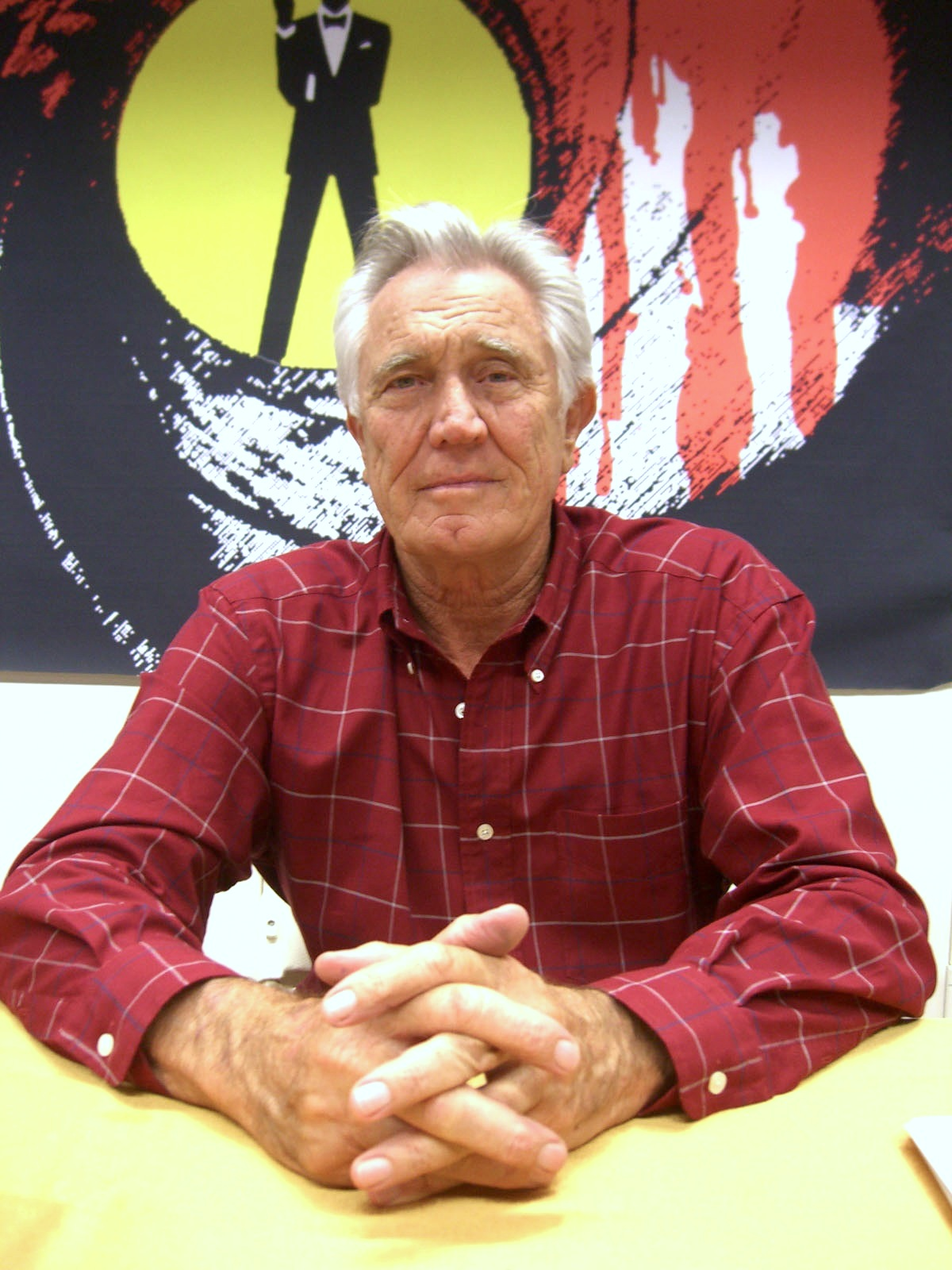
拍攝於2008年

## 香港發展
1971年，拉贊貝曾經向柏考利請求出演《金鋼鑽》（Diamonds are forever）卻遭到了拒絕。之後自己投資製作電影《再造戰士》並擔任共同編劇，塞·安費爾導演，可惜電影不怎麼成功，後來也表示製作這部電影對他來說毫無意義。1973年後來他受嘉禾電影公司的邀請到香港和武打巨星李小龍合作，出演電影《死亡遊戲》，但是因為李小龍的猝死，使得劇本被迫改寫，刪去了拉贊貝的戲分，但他依然在香港簽了三部片的合約。

## 晚年生活
1978年，喬治拉贊貝回到故鄉澳大利亞，以出演電視劇為主，也曾經當過機車賽車手，結過兩次婚，育有5子。
羅傑·摩爾在《金鎗人》的DVD評論錄音有提到和拉贊貝在網路上有過聯絡。
2024年於自己的推特公布自己宣布退休、不再接受任何採訪或簽名，要將集中精力與家人共度更多時間。

## 金球獎提名
1970年因《女王密使》演出龐德一角提名最佳男新人獎。

## 演出作品
- 女王密使（1969年）
- 再造戰士（1971年）
- 鐵金剛大破紫陽觀（1974年）
- 直搗黃龍（1975年）
- 鱷譚群英會（1976年）
- 肯德基炸電影（1977年）
- The Return of the Man from U.N.C.L.E（1983年）
- 超人（1988年電視劇）- 喬艾爾
- 蓋茨堡之役（1993年）
- 蝙蝠俠（1999年電視劇）- 國王(配音)
- 喬治拉贊貝：龐德人生（页面存档备份，存于）（2017）(紀錄片)

## 外部連結
- George Lazenby在互联网电影资料库（IMDb）上的資料（英文）

| 先前 史恩·康納萊 1962年–1967年 | 詹姆士·龐德演员 1969年 | 其後 史恩·康納萊 1971年 |